# Aloe paxii
Aloe paxii é uma espécie de liliopsida do gênero Aloe, pertencente à família Asphodelaceae.